# Brachinus americanus
Brachinus americanus är en skalbaggsart som beskrevs av Leconte. Brachinus americanus ingår i släktet Brachinus och familjen jordlöpare. Inga underarter finns listade i Catalogue of Life.